# Helgesta landskommun
Helgesta landskommun var en tidigare kommun i Södermanlands län.

## Administrativ historik
Den 1 januari 1863, när kommunalförordningarna började tillämpas, skapades över hela riket cirka 2 500 kommuner, varav 89 städer, 8 köpingar och resten landskommuner. Då inrättades i Helgesta socken i Villåttinge härad i Södermanland denna kommun.
1952 genomfördes den första av 1900-talets två genomgripande kommunreformer i Sverige. Landskommunen gick då upp i Sparreholms landskommun som 1965 gick upp i Flens stad som 1971 ombildades till Flens kommun.

## Politik

### Mandatfördelning i Helgesta landskommun 1938-1946
| 9 | 2 | 3 | 4 |

| 16 |

| 1 | 9 | 8 |

| 16 |

| 2 | 8 | 8 |

| 15 | 3 |